# أنالي نيلسون
أنالي نيلسون (بالسويدية: Annelie Nilsson)‏ هي لاعبة كرة قدم سويدية، ولدت في 14 يونيو 1971 في لوليو في السويد. لعبت مع Sunnanå SK ‏.

## وصلات خارجية
- أنالي نيلسون على موقع الاتحاد الدولي (مؤرشف)  (الإنجليزية)
- أنالي نيلسون على موقع قاعدة بيانات كرة القدم.إي يو (الإنجليزية)
- أنالي نيلسون على موقع Soccerway.com (الإنجليزية)
- أنالي نيلسون على موقع أوليمبيديا (الإنجليزية)
- أنالي نيلسون على موقع اللجنة الأولمبية السويدية (السويدية)